# HCGO
HC Goeree-Overflakkee (HCGO) is een Nederlandse hockeyclub uit Middelharnis.
HCGO werd opgericht op 26 februari 1979 en werd tegen de zomer van 2004 opgeheven door een gebrek aan leden. HCGO lag lang overhoop met de gemeente over de aanleg van een kunstgrasveld. In het hedendaagse hockey was kunstgras al sinds de jaren 80 niet meer weg te denken en anno 2004 was HCGO een van de laatste clubs zonder deze synthetische mat. HCGO kon bij de gemeente geen toestemming/subsidie krijgen voor de aanleg van dit veld. In haar hoogtijdagen had HCGO ruim 140 leden op de club, maar door het uitblijven van een noodzakelijk kunstgrasveld verlieten steeds meer leden de club. Ook klaagden veel hockeyclubs van buiten over dit grasveld en toen uiteindelijk het ledental zakte tot onder de 40 werd de club bij de KNHB uitgeschreven.
Sinds 2012 is de club bezig met een doorstart en heeft de club een lidmaatschap bij de KNHB aangevraagd. Hiervoor zal de club op korte termijn wel over een kunstgrasveld dienen te beschikken. In het seizoen 2013/14 mag de club ter ondersteuning van haar doorstart gebruikmaken voor het trainen en spelen van competitiewedstrijden van het terrein van Tempo '34 uit Rotterdam. Op 18 oktober 2014 werd het kunstgrasveld in Middelharnis in gebruik genomen. In 2016 is HCGO weer volwaardig lid van de KNHB geworden. HCGO heeft vanaf 2020 een stabiele groei doorgemaakt, het spelende ledental zit rond de 200. In 2024 werd de club beloond voor goed bestuur, HCGO ontving de KNHB bestuurderstrofee 2024. Het HCGO bestuur heeft uitgesproken binnen afzienbare tijd een eigen clubhuis te willen betrekken, gesprekken met de Gemeente Goeree-Overflakkee zijn hieromtrent al enige tijd gaande.